# Worldcom
Worldcom var ett amerikanskt företag baserat i Ashburn, Virginia.

## Bakgrund
Long Distance Discount Services Inc grundades 1983 och bytte namn till Worldcom 1995 samtidigt som bolaget genomförde flera aggressiva uppköp. 1998 köpte Worldcom den stora teleoperatören MCI för 40 miljarder dollar. Då var sammanslagningen den största dittills i historien. Telekombolaget köpte också Internetbolaget Compuserve 1998 och Skytel 1999. Worldcom som var USA:s näst största internet- och teleoperatör innan företaget, efter en redovisningsskandal, gick i konkurs 2002. Telekomjätten hade som mest 85 000 anställda i 65 länder, och drev världens största nätverk för Internet.

## Konkursen
Genom osanna bokföringar som stred mot de amerikanska redovisningsreglerna hade bolaget förhärligat rörelseresultatet och kassaflödet med totalt 35 miljarder kronor de senaste fem kvartalen innan konkursen. För den ansvariga revisionsfirman, en av världens största, Arthur Andersen som tillika var inblandad i Enronskandalen innebar det att man utplånade sig själv. Konkursen ses som den största hittills i USA:s historia, och överskuggade konkursen för Enron året innan. 
En av Worldcoms grundare, den karismatiske koncernchefen Bernard Ebbers inledde sin karriär som baskettränare och mjölkbud, innan han gav sig in i telekombranschen. Bernard Ebbers och Worldcoms nästan osannolika framgångssaga grundade sig på ekonomiska oegentligheter. Han fälldes som huvudansvarig och skyldig på åtalspunkterna konspiration, bedrägeri och vilseledande redovisning till myndighet, där slutligen 11 miljarder dollar fattades i bolagets redovisning. Ebbers dömdes till 25 års fängelse för sin inblandning och skyldig till samtliga nio åtalspunkter. Finanschefen Scott Sullivan erkände sin medverkan till brott, och valde att samarbeta med åklagarna för att reducera sitt eget straff. Ytterligare fyra före detta Worldcom-chefer har erkänt att de medverkat i fusket. Ebbers nekar till att ha haft något inflytande över bedrägeriet, som han menar ska ha begåtts av underlydande inom Worldcom utom hans vetskap. Under rättegången fällde han kommentaren: "I know what I don’t know. And to this day I don’t know engineering and I don’t know finance and accounting".
Före detta aktieägare, anställda och andra målsägare förlorade miljardbelopp på kollapsen.

## Konsekvenser
Worldcom ändrade sitt namn till MCI i samband med konkursen.
I februari 2005 köpte mobiloperatören Verizon Communications upp MCI efter en hård budgivning.
Företagsskandalerna och oegentligheterna där chefer berikade sig själva[källa behövs] i företag som till exempel Enron, Tycos och Adelphi ledde till krav på hårdare regelverk för bolagsstyrning i USA. 
Som en direkt följd och på väldigt kort tid togs "the Sarbanes Oxley Act", SOx, fram med mycket långtgående krav på företag noterade i USA som ökar kraven på företagens bokföringsetik.